# Temporada 2010-2011 del Reial Madrid CF

## Resum
La temporada 2010-11 s'inicià amb la substitució de Manuel Pellegrini per José Mourinho, campió de la Lliga de Campions l'any anterior. Es fitxà a Sergio Canales, Ángel di María, Pedro León, Ricardo Carvalho i els mundialistes amb Alemanya Sami Khedira i Mesut Özil. Durant la pretemporada s'aconseguiren els trofeus Franz Beckenbauer, Ciutat d'Alacant i Santiago Bernabéu.
El 23 de novembre s'assegurà la primera plaça al seu grup de la Lliga de Campions, guanyant a l'AFC Ajax per 0-4, a falta d'una jornada per disputar. A la Copa del Rei va eliminar a Reial Múrcia, UE Llevant, Atlètic de Madrid i Sevilla FC, classificant-se per a la final que es disputaria el 20 d'abril contra el FC Barcelona. A la final, un gol de Cristiano Ronaldo a la pròrroga va donar el títol al conjunt blanc, després de disset anys sense aconseguir-lo. A la lliga, només va perdre un partit a la primera volta, contra el FC Barcelona, que li va prendre la primera posició durant El Clàssic, i es va mantenir segon, ben distanciat del tercer. Al mercat d'hivern va aconseguir la cessió del davanter togolès Emmanuel Adebayor. El 16 de març va eliminar a l'Olympique de Lió als vuitens de final de la Lliga de Campions, amb un resultat global de 4-1, arribant als quarts de final set anys després. A la lliga, dues derrotes decisives davant el CA Osasuna i l'Sporting de Gijón van distanciar al conjunt blanc del primer classificat, el FC Barcelona. El 13 d'abril es classificaren per a les semifinals de la Lliga de Campions en eliminar el Tottenham Hotspur FC per un global de 5-0. A les semifinals van caure eliminats davant el FC Barcelona, després d'una polèmica actuació arbitral. Amb la lliga gairebé decidida i eliminats de la Lliga de Campions, el club blanc va començar a preparar la següent temporada, amb el fitxatge de Nuri Sahin el 9 de maig i Hamit Altıntop el 19. El 18 de maig l'equip va visitar Llorca per donar suport a la població damnificada pel terratrèmol de l'11 de maig. També hi jugà un partit amistós contra una selecció de futbolistes murcians.

## Plantilla
| N. | Pos. | Nac. | Jugador                               |
| -- | ---- | --- | ------------------------------------- |
| 1  | POR  | [[Fitxer:Flag of Spain.svg\|23x15px\|border \|alt=Espanya\|link=Selecció de futbol d'Espanya\|{{#if:\|]]                        | Iker Casillas (capità)                |
| 2  | DEF  | [[Fitxer:Flag of Portugal.svg\|23x15px\|border \|alt=Portugal\|link=Selecció de futbol de Portugal\|{{#if:\|]]                  | Ricardo Carvalho                      |
| 3  | DEF  | [[Fitxer:Flag of Portugal.svg\|23x15px\|border \|alt=Portugal\|link=Selecció de futbol de Portugal\|{{#if:\|]]                  | Pepe                                  |
| 4  | DEF  | [[Fitxer:Flag of Spain.svg\|23x15px\|border \|alt=Espanya\|link=Selecció de futbol d'Espanya\|{{#if:\|]]                        | Sergio Ramos (2n capità)              |
| 5  | MIG  | [[Fitxer:Flag of Argentina.svg\|23x15px\|border \|alt=Argentina\|link=Selecció de futbol de l'Argentina\|{{#if:\|]]             | Fernando Gago                         |
| 6  | DAV  | [[Fitxer:Flag of Togo (3-2).svg\|23x15px\|border \|alt=Togo\|link=Selecció de futbol de Togo\|{{#if:\|]]                        | Emmanuel Adebayor (cedit pel M. City) |
| 7  | DAV  | [[Fitxer:Flag of Portugal.svg\|23x15px\|border \|alt=Portugal\|link=Selecció de futbol de Portugal\|{{#if:\|]]                  | Cristiano Ronaldo                     |
| 8  | MIG  | [[Fitxer:Flag of Brazil.svg\|23x15px\|border \|alt=Brasil\|link=Selecció de futbol del Brasil\|{{#if:\|]]                       | Kaká                                  |
| 9  | DAV  | [[Fitxer:Flag of France (1794–1815, 1830–1974).svg\|23x15px\|border \|alt=França\|link=Selecció de futbol de França\|{{#if:\|]] | Karim Benzema                         |
| 10 | MIG  | [[Fitxer:Flag of France (1794–1815, 1830–1974).svg\|23x15px\|border \|alt=França\|link=Selecció de futbol de França\|{{#if:\|]] | Lassana Diarra                        |
| 11 | MIG  | [[Fitxer:Flag of Spain.svg\|23x15px\|border \|alt=Espanya\|link=Selecció de futbol d'Espanya\|{{#if:\|]]                        | Esteban Granero                       |
| 12 | DEF  | [[Fitxer:Flag of Brazil.svg\|23x15px\|border \|alt=Brasil\|link=Selecció de futbol del Brasil\|{{#if:\|]]                       | Marcelo                               |

| N. | Pos. | Nac. | Jugador         |
| -- | ---- | --- | --------------- |
| 13 | POR  | [[Fitxer:Flag of Spain.svg\|23x15px\|border \|alt=Espanya\|link=Selecció de futbol d'Espanya\|{{#if:\|]]                                       | Antonio Adán    |
| 14 | MIG  | [[Fitxer:Flag of Spain.svg\|23x15px\|border \|alt=Espanya\|link=Selecció de futbol d'Espanya\|{{#if:\|]]                                       | Xabi Alonso     |
| 16 | MIG  | [[Fitxer:Flag of Spain.svg\|23x15px\|border \|alt=Espanya\|link=Selecció de futbol d'Espanya\|{{#if:\|]]                                       | Sergio Canales  |
| 17 | DEF  | [[Fitxer:Flag of Spain.svg\|23x15px\|border \|alt=Espanya\|link=Selecció de futbol d'Espanya\|{{#if:\|]]                                       | Álvaro Arbeloa  |
| 18 | DEF  | [[Fitxer:Flag of the Valencian Community (2x3).svg\|23x15px\|border \|alt=País Valencià\|link=Selecció de futbol del País Valencià\|{{#if:\|]] | Raül Albiol     |
| 19 | DEF  | [[Fitxer:Flag of Argentina.svg\|23x15px\|border \|alt=Argentina\|link=Selecció de futbol de l'Argentina\|{{#if:\|]]                            | Ezequiel Garay  |
| 20 | DAV  | [[Fitxer:Flag of Argentina.svg\|23x15px\|border \|alt=Argentina\|link=Selecció de futbol de l'Argentina\|{{#if:\|]]                            | Gonzalo Higuaín |
| 21 | MIG  | [[Fitxer:Flag of Spain.svg\|23x15px\|border \|alt=Espanya\|link=Selecció de futbol d'Espanya\|{{#if:\|]]                                       | Pedro León      |
| 22 | MIG  | [[Fitxer:Flag of Argentina.svg\|23x15px\|border \|alt=Argentina\|link=Selecció de futbol de l'Argentina\|{{#if:\|]]                            | Ángel di María  |
| 23 | MIG  | [[Fitxer:Flag of Germany.svg\|23x15px\|border \|alt=Alemanya\|link=Selecció de futbol d'Alemanya\|{{#if:\|]]                                   | Mesut Özil      |
| 24 | MIG  | [[Fitxer:Flag of Germany.svg\|23x15px\|border \|alt=Alemanya\|link=Selecció de futbol d'Alemanya\|{{#if:\|]]                                   | Sami Khedira    |
| 25 | POR  | [[Fitxer:Flag of Poland.svg\|23x15px\|border \|alt=Polònia\|link=Selecció de futbol de Polònia\|{{#if:\|]]                                     | Jerzy Dudek     |

| N. | Pos. | Nac. | Jugador                               |
| -- | ---- | --- | ------------------------------------- |
| 1  | POR  | [[Fitxer:Flag of Spain.svg\|23x15px\|border \|alt=Espanya\|link=Selecció de futbol d'Espanya\|{{#if:\|]]                        | Iker Casillas (capità)                |
| 2  | DEF  | [[Fitxer:Flag of Portugal.svg\|23x15px\|border \|alt=Portugal\|link=Selecció de futbol de Portugal\|{{#if:\|]]                  | Ricardo Carvalho                      |
| 3  | DEF  | [[Fitxer:Flag of Portugal.svg\|23x15px\|border \|alt=Portugal\|link=Selecció de futbol de Portugal\|{{#if:\|]]                  | Pepe                                  |
| 4  | DEF  | [[Fitxer:Flag of Spain.svg\|23x15px\|border \|alt=Espanya\|link=Selecció de futbol d'Espanya\|{{#if:\|]]                        | Sergio Ramos (2n capità)              |
| 5  | MIG  | [[Fitxer:Flag of Argentina.svg\|23x15px\|border \|alt=Argentina\|link=Selecció de futbol de l'Argentina\|{{#if:\|]]             | Fernando Gago                         |
| 6  | DAV  | [[Fitxer:Flag of Togo (3-2).svg\|23x15px\|border \|alt=Togo\|link=Selecció de futbol de Togo\|{{#if:\|]]                        | Emmanuel Adebayor (cedit pel M. City) |
| 7  | DAV  | [[Fitxer:Flag of Portugal.svg\|23x15px\|border \|alt=Portugal\|link=Selecció de futbol de Portugal\|{{#if:\|]]                  | Cristiano Ronaldo                     |
| 8  | MIG  | [[Fitxer:Flag of Brazil.svg\|23x15px\|border \|alt=Brasil\|link=Selecció de futbol del Brasil\|{{#if:\|]]                       | Kaká                                  |
| 9  | DAV  | [[Fitxer:Flag of France (1794–1815, 1830–1974).svg\|23x15px\|border \|alt=França\|link=Selecció de futbol de França\|{{#if:\|]] | Karim Benzema                         |
| 10 | MIG  | [[Fitxer:Flag of France (1794–1815, 1830–1974).svg\|23x15px\|border \|alt=França\|link=Selecció de futbol de França\|{{#if:\|]] | Lassana Diarra                        |
| 11 | MIG  | [[Fitxer:Flag of Spain.svg\|23x15px\|border \|alt=Espanya\|link=Selecció de futbol d'Espanya\|{{#if:\|]]                        | Esteban Granero                       |
| 12 | DEF  | [[Fitxer:Flag of Brazil.svg\|23x15px\|border \|alt=Brasil\|link=Selecció de futbol del Brasil\|{{#if:\|]]                       | Marcelo                               |

| N. | Pos. | Nac. | Jugador         |
| -- | ---- | --- | --------------- |
| 13 | POR  | [[Fitxer:Flag of Spain.svg\|23x15px\|border \|alt=Espanya\|link=Selecció de futbol d'Espanya\|{{#if:\|]]                                       | Antonio Adán    |
| 14 | MIG  | [[Fitxer:Flag of Spain.svg\|23x15px\|border \|alt=Espanya\|link=Selecció de futbol d'Espanya\|{{#if:\|]]                                       | Xabi Alonso     |
| 16 | MIG  | [[Fitxer:Flag of Spain.svg\|23x15px\|border \|alt=Espanya\|link=Selecció de futbol d'Espanya\|{{#if:\|]]                                       | Sergio Canales  |
| 17 | DEF  | [[Fitxer:Flag of Spain.svg\|23x15px\|border \|alt=Espanya\|link=Selecció de futbol d'Espanya\|{{#if:\|]]                                       | Álvaro Arbeloa  |
| 18 | DEF  | [[Fitxer:Flag of the Valencian Community (2x3).svg\|23x15px\|border \|alt=País Valencià\|link=Selecció de futbol del País Valencià\|{{#if:\|]] | Raül Albiol     |
| 19 | DEF  | [[Fitxer:Flag of Argentina.svg\|23x15px\|border \|alt=Argentina\|link=Selecció de futbol de l'Argentina\|{{#if:\|]]                            | Ezequiel Garay  |
| 20 | DAV  | [[Fitxer:Flag of Argentina.svg\|23x15px\|border \|alt=Argentina\|link=Selecció de futbol de l'Argentina\|{{#if:\|]]                            | Gonzalo Higuaín |
| 21 | MIG  | [[Fitxer:Flag of Spain.svg\|23x15px\|border \|alt=Espanya\|link=Selecció de futbol d'Espanya\|{{#if:\|]]                                       | Pedro León      |
| 22 | MIG  | [[Fitxer:Flag of Argentina.svg\|23x15px\|border \|alt=Argentina\|link=Selecció de futbol de l'Argentina\|{{#if:\|]]                            | Ángel di María  |
| 23 | MIG  | [[Fitxer:Flag of Germany.svg\|23x15px\|border \|alt=Alemanya\|link=Selecció de futbol d'Alemanya\|{{#if:\|]]                                   | Mesut Özil      |
| 24 | MIG  | [[Fitxer:Flag of Germany.svg\|23x15px\|border \|alt=Alemanya\|link=Selecció de futbol d'Alemanya\|{{#if:\|]]                                   | Sami Khedira    |
| 25 | POR  | [[Fitxer:Flag of Poland.svg\|23x15px\|border \|alt=Polònia\|link=Selecció de futbol de Polònia\|{{#if:\|]]                                     | Jerzy Dudek     |

| N. | Pos. | Nac. | Jugador        |
| -- | ---- | --- | -------------- |
| 26 | MIG  | [[Fitxer:Flag of Spain.svg\|23x15px\|border \|alt=Espanya\|link=Selecció de futbol d'Espanya\|{{#if:\|]] | Juan Carlos    |
| 27 | MIG  | [[Fitxer:Flag of Spain.svg\|23x15px\|border \|alt=Espanya\|link=Selecció de futbol d'Espanya\|{{#if:\|]] | Juanfran       |
| 29 | DAV  | [[Fitxer:Flag of Spain.svg\|23x15px\|border \|alt=Espanya\|link=Selecció de futbol d'Espanya\|{{#if:\|]] | Álvaro Morata  |
| 30 | MIG  | [[Fitxer:Flag of Spain.svg\|23x15px\|border \|alt=Espanya\|link=Selecció de futbol d'Espanya\|{{#if:\|]] | Álex Fernández |
| 33 | MIG  | [[Fitxer:Flag of Spain.svg\|23x15px\|border \|alt=Espanya\|link=Selecció de futbol d'Espanya\|{{#if:\|]] | Pablo Sarabia  |

| N. | Pos. | Nac. | Jugador         |
| -- | ---- | --- | --------------- |
| 35 | DEF  | [[Fitxer:Flag of Spain.svg\|23x15px\|border \|alt=Espanya\|link=Selecció de futbol d'Espanya\|{{#if:\|]] | Nacho Fernández |
| 36 | POR  | [[Fitxer:Flag of Spain.svg\|23x15px\|border \|alt=Espanya\|link=Selecció de futbol d'Espanya\|{{#if:\|]] | Jesús           |
| 39 | DAV  | [[Fitxer:Flag of Spain.svg\|23x15px\|border \|alt=Espanya\|link=Selecció de futbol d'Espanya\|{{#if:\|]] | Joselu          |
| 40 | POR  | [[Fitxer:Flag of Spain.svg\|23x15px\|border \|alt=Espanya\|link=Selecció de futbol d'Espanya\|{{#if:\|]] | Tomás Mejías    |

| N. | Pos. | Nac. | Jugador        |
| -- | ---- | --- | -------------- |
| 26 | MIG  | [[Fitxer:Flag of Spain.svg\|23x15px\|border \|alt=Espanya\|link=Selecció de futbol d'Espanya\|{{#if:\|]] | Juan Carlos    |
| 27 | MIG  | [[Fitxer:Flag of Spain.svg\|23x15px\|border \|alt=Espanya\|link=Selecció de futbol d'Espanya\|{{#if:\|]] | Juanfran       |
| 29 | DAV  | [[Fitxer:Flag of Spain.svg\|23x15px\|border \|alt=Espanya\|link=Selecció de futbol d'Espanya\|{{#if:\|]] | Álvaro Morata  |
| 30 | MIG  | [[Fitxer:Flag of Spain.svg\|23x15px\|border \|alt=Espanya\|link=Selecció de futbol d'Espanya\|{{#if:\|]] | Álex Fernández |
| 33 | MIG  | [[Fitxer:Flag of Spain.svg\|23x15px\|border \|alt=Espanya\|link=Selecció de futbol d'Espanya\|{{#if:\|]] | Pablo Sarabia  |

| N. | Pos. | Nac. | Jugador         |
| -- | ---- | --- | --------------- |
| 35 | DEF  | [[Fitxer:Flag of Spain.svg\|23x15px\|border \|alt=Espanya\|link=Selecció de futbol d'Espanya\|{{#if:\|]] | Nacho Fernández |
| 36 | POR  | [[Fitxer:Flag of Spain.svg\|23x15px\|border \|alt=Espanya\|link=Selecció de futbol d'Espanya\|{{#if:\|]] | Jesús           |
| 39 | DAV  | [[Fitxer:Flag of Spain.svg\|23x15px\|border \|alt=Espanya\|link=Selecció de futbol d'Espanya\|{{#if:\|]] | Joselu          |
| 40 | POR  | [[Fitxer:Flag of Spain.svg\|23x15px\|border \|alt=Espanya\|link=Selecció de futbol d'Espanya\|{{#if:\|]] | Tomás Mejías    |

| Casillas Ramos Pepe Carvalho Marcelo Alonso Khedira Özil Di María Ronaldo Benzema |
|                                                                                   |

### Equip tècnic
- Entrenador:  José Mourinho
- Segon entrenador:  Aitor Karanka[9]
- Assistents: 
  -  Rui Faria
  -  Silvino Louro
  -  José Morais

### Cedits la temporada 2010-11
| N. | Pos. | Nac. | Jugador                                                      |
| -- | ---- | --- | ------------------------------------------------------------ |
| —  | DEF  | [[Fitxer:Flag of the Netherlands.svg\|23x15px\|border \|alt=Països Baixos\|link=Selecció de futbol dels Països Baixos\|{{#if:\|]] | Royston Drenthe (cedit a l'Hèrcules CF durant una temporada) |

## Mercat d'hivern 2010-11
| N. | Pos. | Nac. | Jugador                                          |
| -- | ---- | --- | ------------------------------------------------ |
| —  | DEF  | [[Fitxer:Flag of Spain.svg\|23x15px\|border \|alt=Espanya\|link=Selecció de futbol d'Espanya\|{{#if:\|]] | David Mateos (cedit a l'AEK d'Atenes)            |
| —  | DAV  | [[Fitxer:Flag of Togo (3-2).svg\|23x15px\|border \|alt=Togo\|link=Selecció de futbol de Togo\|{{#if:\|]] | Emmanuel Adebayor (cedit pel Manchester City FC) |
| —  | MIG  | [[Fitxer:Flag of Mali.svg\|23x15px\|border \|alt=Mali\|link=Selecció de futbol de Mali\|{{#if:\|]]       | Mahamadou Diarra                                 |

## Altes per a la temporada 2010-11
| N. | Pos. | Nac. | Jugador                                                          |
| -- | ---- | --- | ---------------------------------------------------------------- |
| —  | MIG  | [[Fitxer:Flag of Spain.svg\|23x15px\|border \|alt=Espanya\|link=Selecció de futbol d'Espanya\|{{#if:\|]]            | Sergio Canales (del Racing de Santander per 4,5 milions d'euros) |
| —  | MIG  | [[Fitxer:Flag of Argentina.svg\|23x15px\|border \|alt=Argentina\|link=Selecció de futbol de l'Argentina\|{{#if:\|]] | Ángel di María (del SL Benfica)                                  |
| —  | MIG  | [[Fitxer:Flag of Spain.svg\|23x15px\|border \|alt=Espanya\|link=Selecció de futbol d'Espanya\|{{#if:\|]]            | Pedro León (del Getafe CF per 10 milions d'euros)                |
| —  | MIG  | [[Fitxer:Flag of Germany.svg\|23x15px\|border \|alt=Alemanya\|link=Selecció de futbol d'Alemanya\|{{#if:\|]]        | Sami Khedira (del VfB Stuttgart)                                 |
| —  | DEF  | [[Fitxer:Flag of Portugal.svg\|23x15px\|border \|alt=Portugal\|link=Selecció de futbol de Portugal\|{{#if:\|]]      | Ricardo Carvalho (del Chelsea FC per vuit milions d'euros.)      |
| —  | MIG  | [[Fitxer:Flag of Germany.svg\|23x15px\|border \|alt=Alemanya\|link=Selecció de futbol d'Alemanya\|{{#if:\|]]        | Mesut Özil (del Werder Bremen per quinze milions d'euros.)       |
| —  | DEF  | [[Fitxer:Flag of Spain.svg\|23x15px\|border \|alt=Espanya\|link=Selecció de futbol d'Espanya\|{{#if:\|]]            | David Mateos (del filial.)                                       |

## Baixes per a la temporada 2010-11
| N. | Pos. | Nac. | Jugador                                                                     |
| -- | ---- | --- | --------------------------------------------------------------------------- |
| —  | DEF  | [[Fitxer:Flag of Germany.svg\|23x15px\|border \|alt=Alemanya\|link=Selecció de futbol d'Alemanya\|{{#if:\|]]                      | Christoph Metzelder (Finalitza contracte, fitxa pel Schalke 04)             |
| —  | DAV  | [[Fitxer:Flag of Spain.svg\|23x15px\|border \|alt=Espanya\|link=Selecció de futbol d'Espanya\|{{#if:\|]]                          | Raúl González (Lliure, fitxa pel Schalke 04)                                |
| —  | MIG  | [[Fitxer:Flag of Spain.svg\|23x15px\|border \|alt=Espanya\|link=Selecció de futbol d'Espanya\|{{#if:\|]]                          | José María Gutiérrez "Guti" (Lliure, fitxa pel Beşiktaş)                    |
| —  | MIG  | [[Fitxer:Flag of Spain.svg\|23x15px\|border \|alt=Espanya\|link=Selecció de futbol d'Espanya\|{{#if:\|]]                          | Pedro Mosquera (Al Getafe CF, amb opció de recompra durant dues temporades) |
| —  | MIG  | [[Fitxer:Flag of the Netherlands.svg\|23x15px\|border \|alt=Països Baixos\|link=Selecció de futbol dels Països Baixos\|{{#if:\|]] | Rafael van der Vaart (al Tottenham Hotspur FC)                              |